# Mantis Burn Racing
Mantis Burn Racing est un jeu vidéo de course en vue de dessus développé et édité par VooFoo Studios, sorti en 2016 sur Windows, PlayStation 4, Xbox One et Nintendo Switch.

## Accueil
- Canard PC : 7/10[1]